# フランス現代思想
フランス現代思想（フランスげんだいしそう）は、第一次世界大戦前後から始まる20世紀フランスの哲学ないし思想のこと。19世紀以降のフランスとドイツを中心とする大陸哲学の流れのなかで、20世紀以降のフランスにおける大陸哲学研究、現代思想を特筆する際に、この「フランス現代思想」の語が用いられる。
マルクス主義、フリードリヒ・ニーチェやジークムント・フロイトらのドイツの近代理性批判、エトムント・フッサールやマルティン・ハイデガーの現象学、フェルディナン・ド・ソシュールの記号学や言語哲学などが流れ込んでいる。

## フランスの哲学的伝統

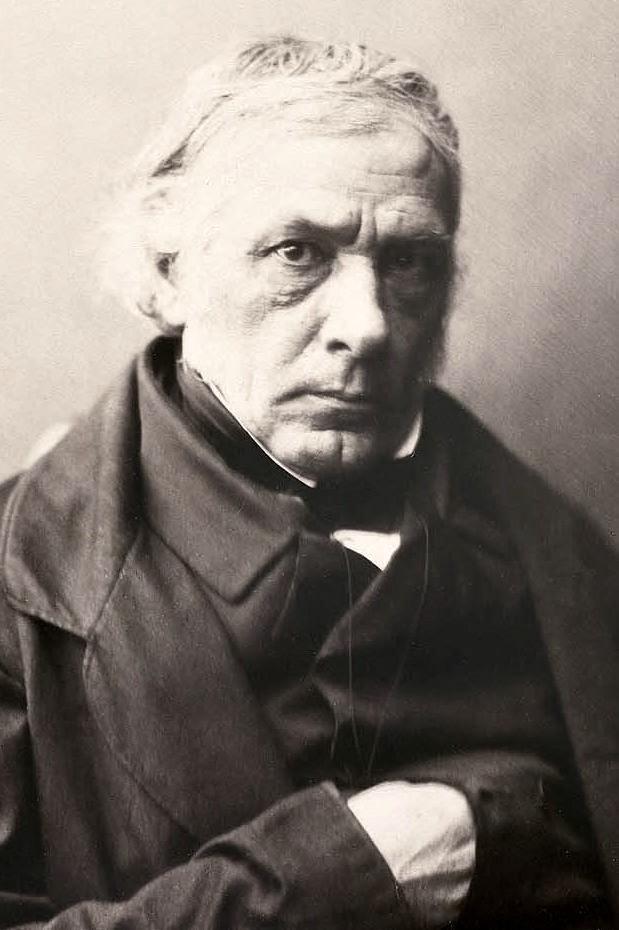
クザン（1792年 - 1867年）

フランスには、デカルトに端を発する大陸合理主義・啓蒙主義の哲学的伝統がある。これらは、知識、信念、科学とは何か、合理的に知識を得る事とは、という認識論的な問題意識を有する。18世紀にはディドロやルソーらの啓蒙主義が隆盛し、イギリス経験論から影響を受けるも単純な経験主義は拒否した。抽象的な定義から始まりこれを演繹するというドイツ哲学のような態度とも異なり、理性について歴史的に考察する。
19世紀にオーギュスト・コントが大陸合理主義・啓蒙主義の伝統を引き継ぐ実証主義と社会学を創出した一方、メーヌ・ド・ビラン、ヴィクトル・クザン、フェリックス・ラヴェッソンらがスピリチュアリスム哲学を形成した。フランス現代思想においては実存主義、構造主義、ポスト構造主義という大きい華やかな流れの知名度が高いが、このような流れとは別に19世紀から哲学的伝統を受け継いだ他方の堅実な流れ、エピステモロジーやフランス反省哲学があるということも看過されてはならない。
また、フランスは、国教会のあるイギリスとも宗教改革の中心となったドイツと異なり、現代でもカトリックの思想的影響が見られる。カトリシズムとフランス・スピリチュアリスムの哲学的伝統の関係は複雑である。このようなカトリックの伝統との関係において、19世紀以降の新トマス主義の興隆も見て取らねばならない。

## ベルクソン

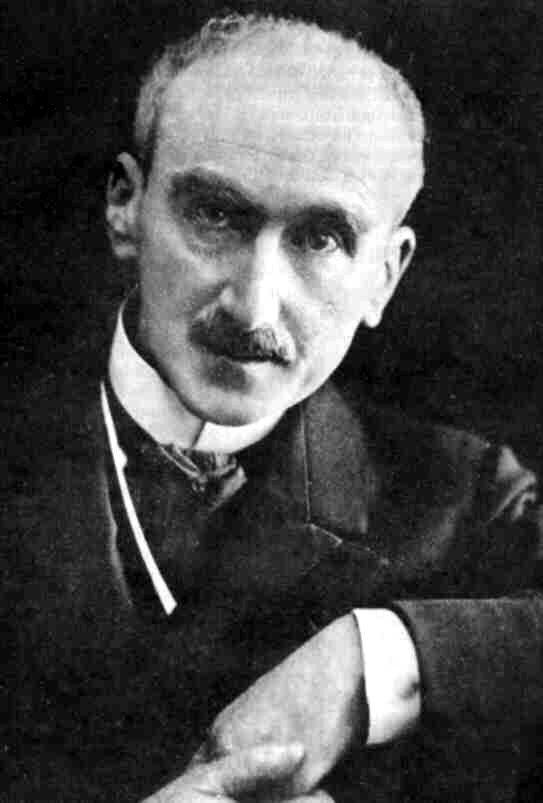
ベルクソン（1859年 - 1941年）

ベルクソンは、フランス哲学の伝統の実証主義とスピリチュアリスムを承継した。ハーバート・スペンサーの社会進化論から出発し、『物質と記憶』において、デカルト的コギトの想定によって発生する哲学上の難問心身問題に取り組み、物質と表象の中間的存在として「イマージュ（"image"）」という概念を用いつつ、心と身体を持続の緊張と弛緩の両極に位置するものとして捉え、その双方が持続の律動を通じて相互にかかわりあうことを論じた。そのうえでベルクソンは、考察を生命論の方向へとさらに押し進め、1907年に『創造的進化』を発表する。本書は、意識の持続の考え方を広く生命全体・宇宙全体にまで押し進め、生命の進化を押し進める根源的な力が「生の飛躍（"élan vital"）」であるとしたのである。ここに、フランスの哲学的伝統の一つフランス・スピリチュアリスムと実証主義の結合を見ることができる。
他方で、ベルクソンの生の哲学は、フランス実存主義の先駆ともいえる。ベルクソンの形而上学はドイツ圏のジンメル・リッケルト・ハイデガーらに影響を与えた。メルロ＝ポンティの身体論は、ベルクソンの物質と表象の中間的存在としての「イマージュ（"image"）」という概念に大きく影響を受けており、ベルクソンなしには成立しなかったであろうとされる。言語の問題に集中する構造主義思想にベルクソンの影響は見出だされ難いが、メルロ=ポンティとドゥルーズの哲学にはベルクソンの影響が決定的である。
ベルクソンの哲学は、二度の悲惨な惨禍をもたらした戦後の雰囲気の中、サルトルらの実存主義が流行し大衆の共感を得るに伴い、その影響力を急速に減じていった。

## 現象学・解釈学
現象学のフランスへの導入も実存主義の時代を準備した。戦前にサルトルはレヴィナスの著作を通じて現象学を学んだ。現象学は、サルトル、メルロ＝ポンティに影響を与えたが、二人が誰のどの時期のどの著作を読んで影響を受けたのかが両者の存在論の違いを生んだ。メルロ＝ポンティは、フッサールの未完成稿を含めた後期思想を読んでいた。
フッサールの著作のうち『デカルト的省察』は刊行後すぐにレヴィナスらによってフランス語訳された。戦後にはリクールが『イデーン』を仏訳した。実存主義、構造主義の各思想に現象学は広く影響を及ぼし、現象学と関わりの強い思想家にはサルトル、メルロ＝ポンティ、レヴィナス、リクール、ミシェル・アンリ、ジャン・フランソワ・リオタール、ジャック・デリダなどがいる。また現象学は解釈学と密接でありフランス解釈学の主導的人物はリクールである。その後20世紀終盤に現象学を神学と結び付ける潮流が目立つようになり、「フランス現象学の神学的転回」と呼ばれ賛否両論がある。神学的転回に属するとされる思想家にはレヴィナス、アンリ、ジャン・リュック・マリオン等が挙げられる。

## 実存主義

### サルトル

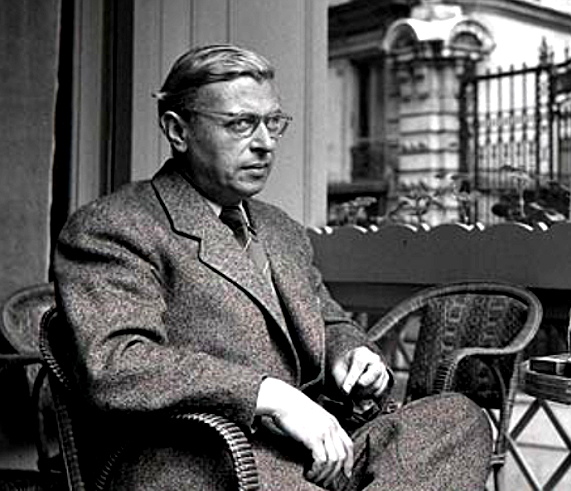
サルトル（1905年 - 1980年）は無神論的実存主義者を自認する。ここにベルクソンが影響を失い、実存主義が大衆の支持を得た理由がある。

フランス実存主義の祖サルトルは、主著『存在と無－現象学的存在論の試み』（1943年）において、今まさに生きている自分自身の存在である実存を中心とする存在論を展開した。
サルトルの思想は、特に無神論的実存主義と呼ばれ、自身の講演「実存主義はヒューマニズムであるか」において、プラトン・アリストテレスに起源を有する「本質存在が事実存在に先立つ」という伝統的形而上学のテーゼを逆転して「実存は本質に先立つ」と主張し、「人間は自由という刑に処せられている」と述べた。もし、すべてが無であり、その無から一切の万物を創造した神が存在するならば、神は神自身が創造するものが何であるかを、あらかじめわきまえているはずである。ならば、あらゆるものは、現実に存在する前に、神によってその本質を決定されているということになる。つまり、この場合、創造主である神が存在することが前提になっているので、「本質が存在に先立つ」ことになる。しかし、サルトルは、そのような一切を創造する神がいないのだとしたらどうなるのか、と問う。創造の神が存在しないというならば、あらゆるものはその本質を（神に）決定されることがないまま、現実に存在してしまうことになる。この場合は、「実存が本質に先立つ」ことになり、これが人間の置かれている根本的な状況なのだとサルトルは主張するのである。サルトルにとって、現象学によって把握される即自存在と対自存在の唐突で無根拠な関係は、即時存在の幻影的な存在の根拠になっている。いずれにせよ、そこでは現象学に還元し得ない存在としての実存が問題にされている。

### メルロ＝ポンティ
メルロ＝ポンティは、後期フッサールの生活世界に焦点を当てて、これを乗り越えようとした。彼は、『知覚の現象学』（1945年）において、知覚・身体を中心に据えて幻影肢の現象を分析し、自然主義と観念論を批判する。その前提となる、デカルト的なコギトにとって「私の身体」は世界の対象の一つであり、仮に、そのような前提が正しいとすれば、私の意識が、客観的にない脚に痒みを感じることはないはずである。彼は、デカルト的伝統を受け継ぐサルトルのように対自主体、即自客体を明確に二分することに誤りがあり、両者を不可分の融合的統一のうちにとらえられるべきであると主張する。主体でも客体でもあると同時に主体でも客体でもない裂開の中心である両義的な存在、それが身体である。生理的な反射でさえ、生きた身体が環境に対して有する全体的態度、意味の把握を伴うし、その全体性は決して私の反省的意識に還元し尽くされることはない。私と世界の間の身体による関係は、全体的な構造であるばかりでなく、時間的に発展する構造でもある。彼にとって即自存在と対自存在の対立は、以上のような構造を有する、より一層深い媒介の所産なのである。
このようなメルロ＝ポンティの身体論はジークムント・フロイトの精神分析思想と容易に結びつく。このような構造に関する理論が身体論に適用されるだけでなく、これを超えて社会と個人の関係に拡張されるまでには、それほどの時間を要しなかった。メルロ＝ポンティは構造主義の精神分析家ラカン、文化人類学者レヴィ＝ストロースと交流があった。

## 構造主義
『存在と無』によって一躍時代の寵児となったサルトルはその後、『弁証法的理性批判』（1960年）において、実存主義をマルクス主義の内部に包摂することによって、史的唯物論を再構成し、ヘーゲル‐マルクス的な歴史主義とデカルト＝フッサール的な人間主義との統合を主張するようになった。だがその後、サルトルとクロード・レヴィ＝ストロースの論争をきっかけに、マルクスの上部構造／下部構造、生産力／生産関係といった構造的な諸概念が実体化されていること、また、デカルト＝フッサール的な近代的な主体をサルトルが思想の前提として実体視していることが批判されるようになり、主体性や人間中心主義の諸前提を問い直す構造主義が台頭するようになった。構造主義はソシュールの言語学の強い影響下にある。構造主義の主要人物としてはレヴィ＝ストロース、ジャック・ラカン、ルイ・アルチュセール、ミシェル・フーコー、ロラン・バルトなどが挙げられる。

## ポスト構造主義・ポストモダニズム
1966年、ストラスブール大学に端を発した学生運動は、フランス全土に拡大し、いわゆる五月革命が起こった。しかし、あろうことか本来労働者の側にあるはずのフランス共産党(PCF)がストライキを押さえ込み、当時の左翼文化人もこれを支持した。そのため、マルクス主義への民衆の幻滅を後押し、近代的な主体という概念を前提に、積極的な政治参加を肯定したサルトルの実存主義も運命を共にすることとなった。五月革命の結果、左翼勢力が民衆の支持を失い、保守勢力による安定的な政治・ハイテクを背景にした大量消費社会の実現を準備した。
そして、実存主義・マルクス主義を批判してきた構造主義にも、批判が生じ始める。構造主義は、主体たる人間が無意識的に普遍的な構造に規定されていると主張し、現象の背後にある構造を分析することによって、あるシステムの内的文法を取り出すことができる。しかし、そこでは、各システムはそれにしたがって作用するため、あらゆるものが予想可能になり、偶然性や創造性といったものが排除されてしまう。つまり、構造主義には、構造を静的で普遍的なものとし、差異を排除する傾向があるのである。
それに対して、いわゆる「ポスト構造主義」者とされる者たちは、構造主義は西洋中心のロゴス中心主義であるとして異議を申し立てた。たとえば、デリダによると、人間が言葉(ロゴス)によって世界の全てを構造化できるという発想自体、実存主義・マルクス主義と同様に西欧形而上学から抜け出せておらず、構造主義によって形而上学を解体しようという試みもまた形而上学にすぎないと批判し、脱構築による階層的な二項対立を批評する。ミシェル・フーコーは、当初構造主義者と見られていたが、権力の構造を暴く研究を精緻化させる思想傾向に転じ、ポスト構造主義者と見られるようになった。
そのような状況下において、リオタールは、『ポストモダンの条件|publisher= （1979年）を著した。リオタールによれば、「ポストモダンとは、大きな物語の終焉」である（これは「ヘーゲル的なイデオロギー闘争の歴史が終わる」と説いたコジェーヴの強い影響を受けた考え方である）。つまり、マルクス主義のような壮大なイデオロギーの体系（大きな物語）は終わり、高度情報化社会においては、メディアによる記号・象徴の大量消費が行われるのである。この考え方に沿えば、"ポストモダン"とは、民主主義と科学技術の発達による一つの帰結と言える。
このような文脈における大きな物語、近代＝モダンに特有の、あるいは少なくともそこにおいて顕著なものとなったものとして批判的に俎上に挙げられたものがいくつかある。たとえば、自立的な理性的主体という理念、整合的で網羅的な体系性、その等質的な還元主義的な要素、道具的理性による世界の抽象的な客体化、中心・周縁といった一面的な階層化などである。このように、ポストモダニズムは、合理的でヒエラルキー的な思考の態度に対する再考を中心としつつも、重点は論者によってさまざまであった。したがって、ポスト・モダニズムの内容も、論者や文脈によって相当異なり、明確な定義はないといってよい。しかし、それは近代的な主体を可能とした知・理性・ロゴスといった西洋に伝統的な概念に対する異議を含む、懐疑主義的、反基礎づけ主義的な思想ないし政治的運動というおおまかな特徴を持つということができる。したがって、その意味では、単なる学説・思想ではなく、より実践的な意図をも包含するムーブメントといえるのである。それは、左翼なき社会、大量消費社会において自由と享楽を享受しながらも、反権力・反権威である続けるための終わりない闘争なのである。

## エピステモロジー

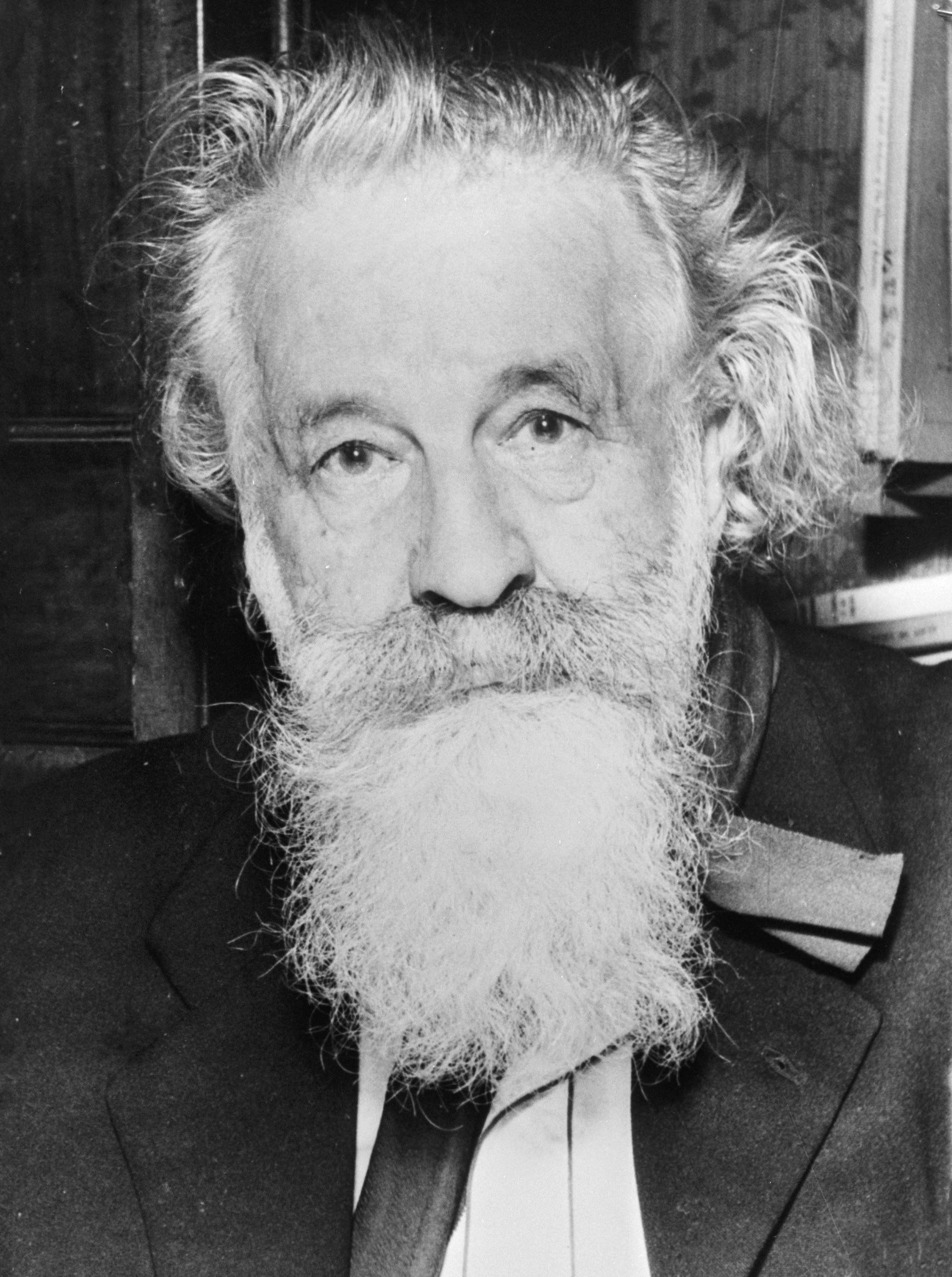
バシュラール（1884年 - 1962年）

現代のフランスの科学的認識論は、「エピステモロジー」（Épistémologie）とよばれ、科学哲学と分野が一部競合している様相を示している。エピステモロジーは、科学史と哲学の密着な結びつきを重視するが、他方でイギリス経験論を拒否し、コント以来の実証主義的伝統を受け継ぐという特徴を有しているが、科学哲学とはその発展の歴史が異なるだけでなく、科学哲学が有する総括的な意図、論争的な調子とは一線を画しているという特徴も有している。エピステモロジーの哲学者にはガストン・バシュラール、ジョルジュ・カンギレムなどがいる。

## フランス反省哲学
ジュール・ラシュリエ、ジュール・ラニョーらによって始められた、デカルトに端を発するフランスの哲学的伝統の下、フランス・スピリチュアリスムのメーヌ・ド・ビラン哲学の土壌に、イマヌエル・カントの批判哲学を移植した哲学をフランス反省哲学（philosophie réflexive）という。反省とは論者によって微妙なニュアンスの違いがあるが、常に精神をその作用およびその産出物において考察することをその方法論とし、直観主義に異議を唱える。直観主義に与しない点で反省哲学はスピリチュアリスムとは区別される。生の哲学とは傾向を異にし、独自の思索を深めた。フランスでも一般的知名度は低いが重要な流れであるという。ほとんど世に知られていなかった思想家ジャン・ナベールの遺稿刊行に尽力したポール・リクールなどがその伝統を引き継いでいる。

## 新トマス主義
トマスの思想は、近代的認識論の成立により、急速に衰え始めたが、19世紀になると、新トマス主義の存在論として復活した。新トマス主義には、「人格神たる神が存在するという神学的な立場を前提に、トマスの哲学を研究しようとするもの」、そして「そのような立場については判断を留保し、現代的な哲学・科学の成果を取り入れ、修正すべき点は修正した上でトマス哲学を研究しようとするもの」の二つに大きく分かれる。特に論争となっている点は、カントによる批判哲学、認識論の研究成果については、エティエンヌ・ジルソンのように、存在論に対する認識論的優位を認めてしまうと、結局は観念論に行き着いてしまうことからする消極的な立場と、むしろトマスの哲学には認識論的に示唆に富む記述が多いとして、フランス反省哲学のように、これを現代的に修正していこうとする立場がある。もっとも、前者の立場といえども哲学はあくまでも理性に基づくものであり、「神と魂の存在」という共通の信念をもっているとしても、神学とは区別され、その限りで「キリスト教的哲学」というものも存在するというのである。

## フランス現代思想家
- ジャン・ナベール(1881年6月27日 - 1960年10月14日)
- ジョルジュ・バタイユ(1897年9月10日 - 1962年7月8日)
- ジャック・ラカン(1901年4月13日 - 1981年9月9日)
- アレクサンドル・コジェーヴ(1902年4月28日 - 1968年6月4日)
- ジャン＝ポール・サルトル（1905年6月21日 - 1980年4月15日）
- ピエール・クロソウスキー（1905年8月9日 - 2001年8月12日）
- エマニュエル・レヴィナス（1906年1月12日 - 1995年12月25日）
- モーリス・ブランショ（1907年9月22日 - 2003年2月20日）
- モーリス・メルロー＝ポンティ（1908年3月14日 - 1961年5月4日）
- クロード・レヴィ＝ストロース（1908年11月28日 - 2009年10月30日）
- ポール・リクール（1913年2月27日 - 2005年5月20日）
- ロラン・バルト（1915年11月12日 - 1980年3月26日）
- ルイ・アルチュセール（1918年10月16日 -1990年10月22日）
- ミシェル・アンリ（1922年1月10日 - 2002年7月3日）
- ジャン＝フランソワ・リオタール（1924年8月10日 - 1998年4月21日）
- ジル・ドゥルーズ（1925年1月18日 - 1995年11月4日）
- ミシェル・フーコー（1926年10月15日 - 1984年6月25日）
- モーリス・パンゲ(1929年5月5日 - 1991年4月16日)
- ジャン・ボードリヤール（1929年7月29日 - 2007年3月6日）
- フェリックス・ガタリ（1930年4月30日 - 1992年8月29日）
- ジャック・デリダ（1930年7月15日 - 2004年10月8日）
- ピエール・ブルデュー（1930年8月1日-2002年1月23日）
- ミシェル・セール（1930年9月1日 - 2019年6月1日）
- ポール・ヴィリリオ（1932年1月4日 - 2018年9月10日）
- アラン・バディウ（1937年1月17日 - )
- フィリップ・ラクー＝ラバルト（1940年3月6日 - 2007年1月27日）
- ジャン＝リュック・ナンシー（1940年7月26日 - 2021年8月23日 ）
- ジャン・グレーシュ（1942年8月27日- ）
- ジャン＝リュック・マリオン（1946年-）
- ベルナール・スティグレール（1952年4月1日 - 2020年8月6日）
- ピエール・レヴィ（1956年 - ）